# Vilarinho de Friões
Vilarinho, identificado por Vilarinho de Friões, é uma pequena aldeia portuguesa, situada na freguesia de Friões, Município de Valpaços, com cerca de 30 habitantes com uma idade média de 68 anos.

## Localização
Vilarinho faz parte, em conjunto com Ferrugende, do aglomerado populacional de Friões. Esta aldeia estende-se ao longo da estrada que liga a sede da freguesia a S. Domingos, uma rua com forte declive que se estende desde o bairro de Barroso até ao rio Torto. Este rio tem a sua nascente no pequeno pântano da Bessada entre Quintela e Paranhos, corre para o rio Rabaçal afluente do Tua.

## Moinhos e Moleiros
Vilarinho foi muito conhecido pelos seus moleiros e pelos moinhos de água. Os moleiros já não existem, um deles era uma figura muito típica, José Luzia, mas também  Eduardo Milheiro e José Violas. Estes abasteciam de farinha todos os habitantes de todas as aldeias vizinhas, num raio superior a 5 km.
A farinha depois de moída era entregue ao respetivo dono, transportada em burros depois de lhe ter sido retirada a maquia (o pão ganho do moleiro). De regresso ao moinho os burros transportavam de novo o cereal, quase sempre centeio, mas algumas vezes trigo e milho, para ser moído com uma grande mó de granito movida pela força da água do rio Torto.
Os moinhos, todos desativados carecem de restauro urgente, sendo lamentável, o desinteresse mostrado pelas autoridades locais por este património, que fez parte na sua forma mais direta das vidas destas populações.

## Funcionamento de um Moinho
Os moinhos de água são património cultural, relacionados com o aproveitamento ecológico dos rios e ribeiros; constituíam uma economia de subsistência onde o pagamento se fazia através da maquia, cobrança de 6 a 7% da farinha moída.
Até aos anos sessenta, existiam em Portugal, cerca de 7000 moinhos de água; a sua atividade teve que ser suprimida devido à construção de modernas fábricas de moagem nos centros urbanos.
O moinho de água foi inventado no século II (DC) mais ou menos em simultâneo por gregos e romanos. Foram introduzidos por estes últimos na Península Ibérica, mas a sua difusão massiva ocorreu apenas na Idade Média.
O moleiro tanto podia ser proprietário, grande, médio ou pequeno, como assalariado, trabalhando neste caso para um patrão ou senhor feudal, normalmente detentor de muitos engenhos. Quase sempre, o moleiro desempenhava outras funções em paralelo, como o cultivo de pequenas parcelas agrícolas e também pesca de subsistência.
As secas no verão e as cheias no inverno, poderiam levar à cessação temporária da atividade do moleiro.
O Funcionamento de um moinho, consiste no aproveitamento da energia resultante do movimento da água (energia cinética), a qual faz rodar uma espécie de turbina (roda de madeira com pás) sendo este movimento transmitido através de um sistema simples de engrenagens e um veio vertical de madeira, ao conjunto de moagem (mó ou pedra do moinho e reservatório de cereais), ao primeiro era aplicada energia mecânica e ao segundo energia vibratória.
A vibração transmitida ao depósito de grão, provoca o deslizamento lento deste, o qual, ao cair sobre a mó é triturado e portanto transformado em farinha integral.

## Património
Ao centro da rua principal, encontra-se uma das mais bonitas capelas da freguesia, a capela de Nossa Senhora da Expectação (a senhora grávida), também conhecida por Senhora do Ó. Esta capela que necessita de obras de restauro, não foi por esse motivo vítima de atropelos à sua arquitectura original.
A fonte de Vilarinho é também um belo e bem conservado monumento.
- Capela de N.S.da Expectação
- 3 Moinhos de Água
- Fonte de Vilarinho
- Cruzeiro de Vilarinho

## Atividade Económica
Os vilarinhenses são agora todos agricultores e continuam a produzir, centeio, batatas castanhas, frutas e produtos hortícolas.

## Fauna
Os principais mamíferos selvagens que se podem encontrar na região de Vilarinho são além do lobo que está em vias de extinção, a raposa, o coelho bravo, a lebre, o esquilo, o corso e o javali.

### O Javali
O Javali é um animal omnívoro, que no estado adulto possui cerca de 1.5 m de comprimento e pesa cerca de 100 kg. Pertence à classe dos mamíferos, à ordem dos artiodáctilos e à família dos suidae. É a espécie mais conhecida de porcos selvagens.

### Características físicas
Os javalis são animais de grandes dimensões, podendo os machos pesar entre 130 e 250 kg e as fêmeas entre 80 e 130 kg. Medem entre 125 e 180 cm de comprimento e podem alcançar uma altura no garrote de 100 cm. Os machos são consideravelmente maiores que as fêmeas, além de terem dentes caninos maiores. Na Europa, os animais do norte tendem a ser mais pesados que os do sul.
O corpo do javali é robusto e estreito, com patas relativamente curtas. Tem uma cabeça grande, triangular, com olhos pequenos, mas quando é criado junto aos porcos domésticos, para criar o híbrido javaporco, o crânio começa a mudar ficando mais assemelhado ao do porco doméstico.
Os quartos dianteiros do javali são mais robustos que os traseiros, enquanto que no porco doméstico ocorre o contrário; a diferença se deve à intensa seleção por variedades de porcos domésticos com mais carne levada a cabo pelos criadores.
A boca é provida de enormes caninos que se projetam para fora e crescem continuamente. Os caninos superiores são curvados para cima, enquanto os inferiores, maiores ainda, chegam a ter 20 cm de comprimento. Os caninos são usados como armas em lutas entre machos e contra inimigos.
Ao contrário de certas raças de porcos domésticos, os javalis são cobertos de pelagem. Os pelos são rijos e nos adultos variam de cor entre o cinza-escuro e o acastanhado. Os filhotes apresentam cor de terra clara com listras negras, o que lhes dá uma camuflagem muito eficiente. A pelagem dos filhotes escurece com a idade.

### Habitat
Os javalis preferem bosques com bastante vegetação onde possam esconder-se, mas também frequentam à noite áreas abertas, assim como áreas cultivadas. Em sua ampla área de distribuição ocupam bosques temperados até florestas tropicais. Não ocorrem em desertos nem em alta montanha.

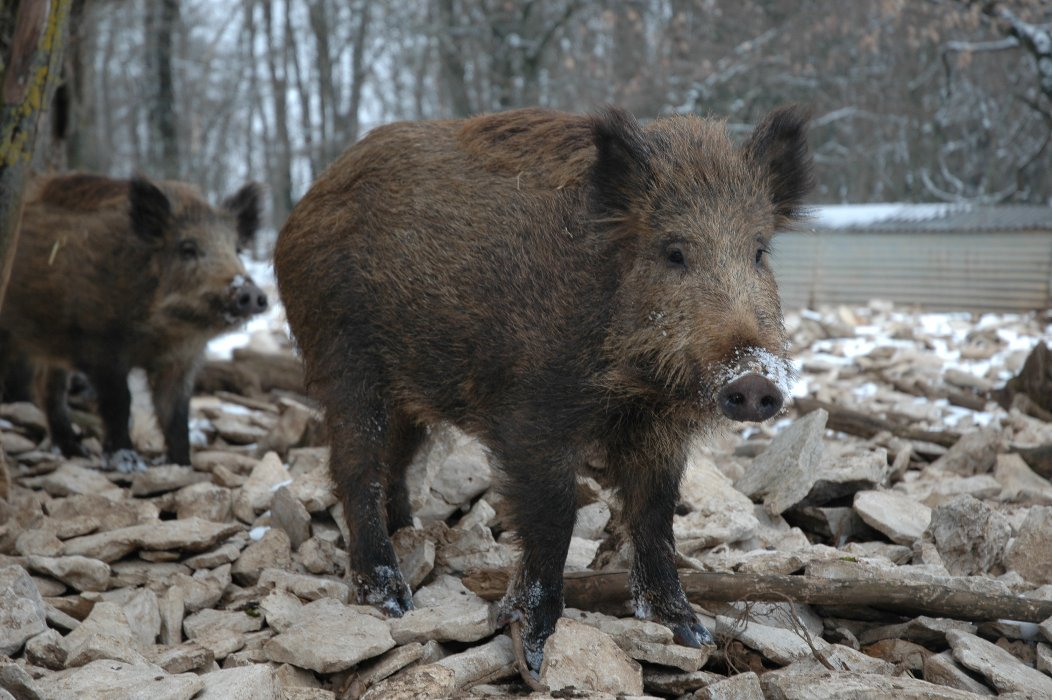
Javali
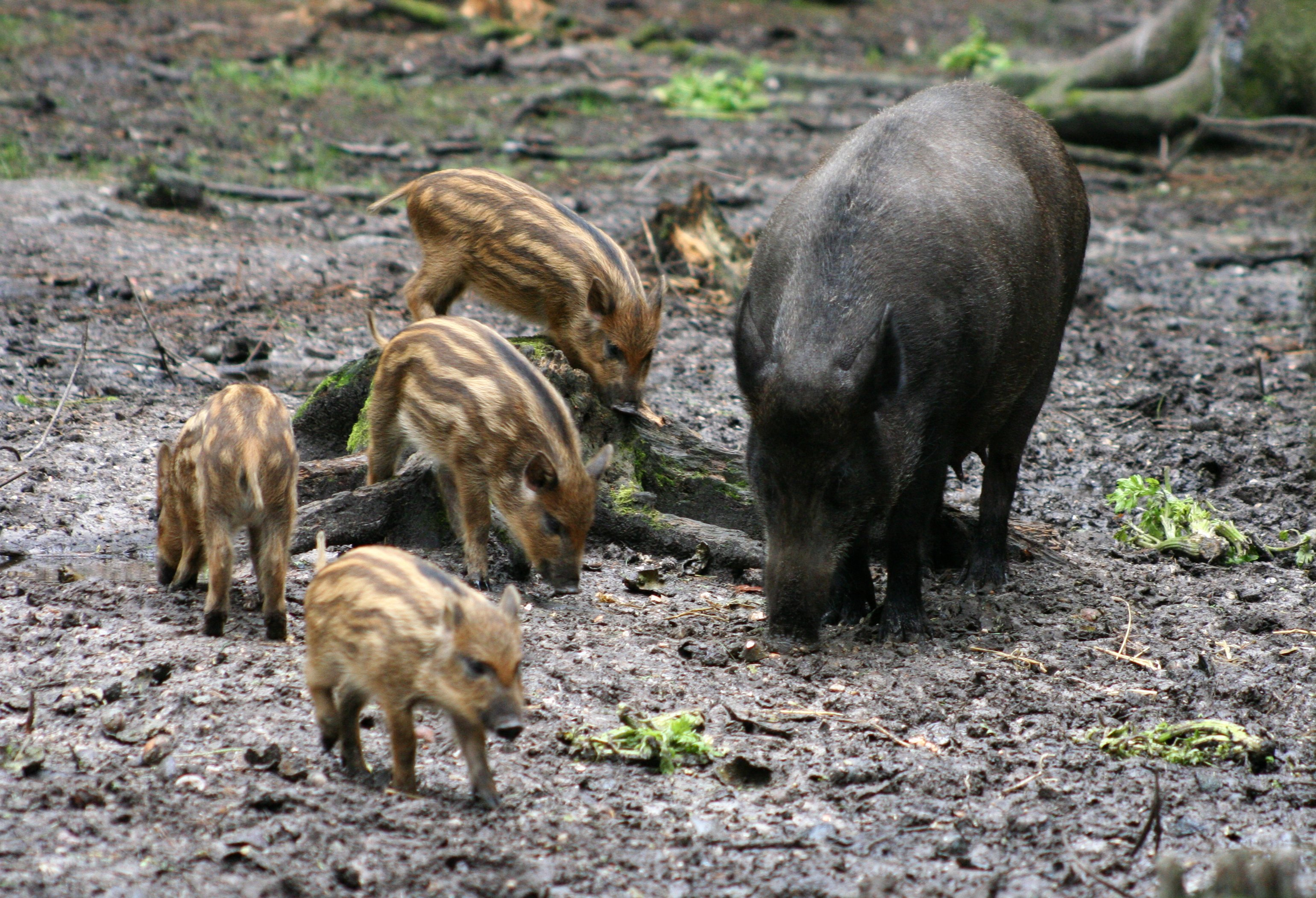
Femea com crias
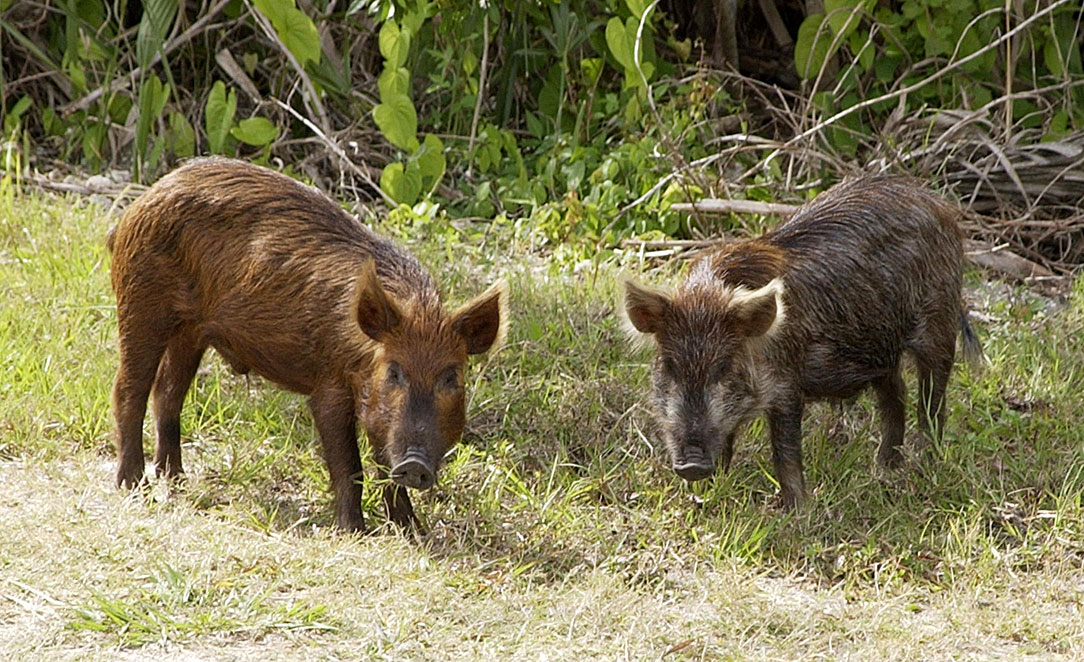
Par de javalis
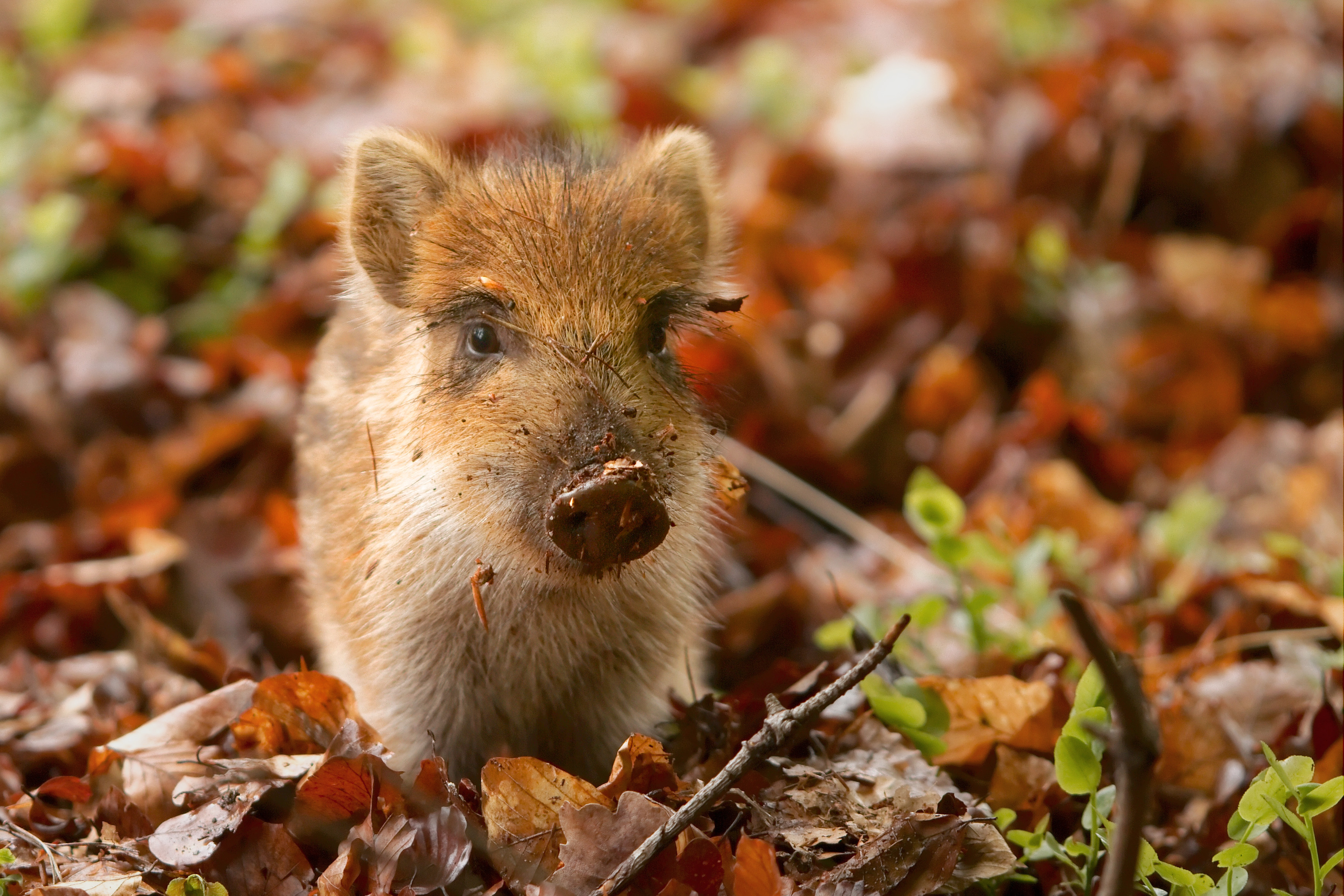
Javali jovem

### Alimentação
A atividade do javali, é essencialmente crepuscular e nocturna. Normalmente vive em 2 grupos, por um lado as fêmeas, respetivas crias e juvenis e por outro lado, os machos adultos e semi-adultos. Os dois grupos apenas se aproximam na época de acasalamento.
A sua alimentação é à base de frutos, raízes, tubérculos, insetos, ratos, lebres, coelhos, ovos, cadáveres de outros animais; no entanto a sua dieta preferida é a bolota do carvalho, castanhas e milho.
O seu habitat é constituído por matos grossos e cerrados, com abundante presença de água.
O acasalamento ocorre entre dezembro e janeiro, o período de gestação é de 120 dias. Os nascimentos ocorrem de fevereiro a abril; cada fêmea tem uma ou duas ninhadas por ano, cada ninhada pode ter de 2 a 7 crias. A vida de um javali pode atingir 9 anos.

## Galeria Fotográfica

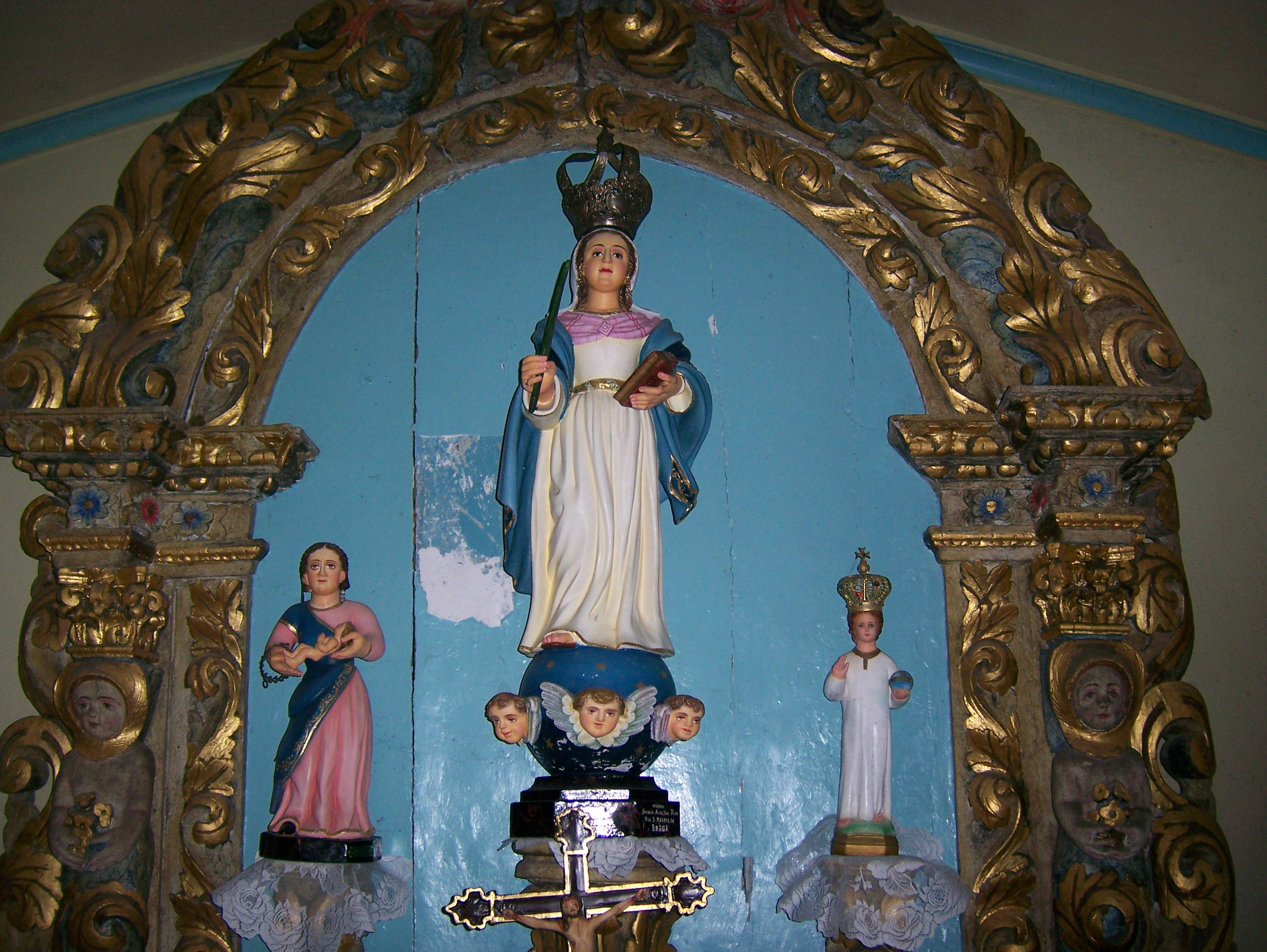
Altar da Expectação
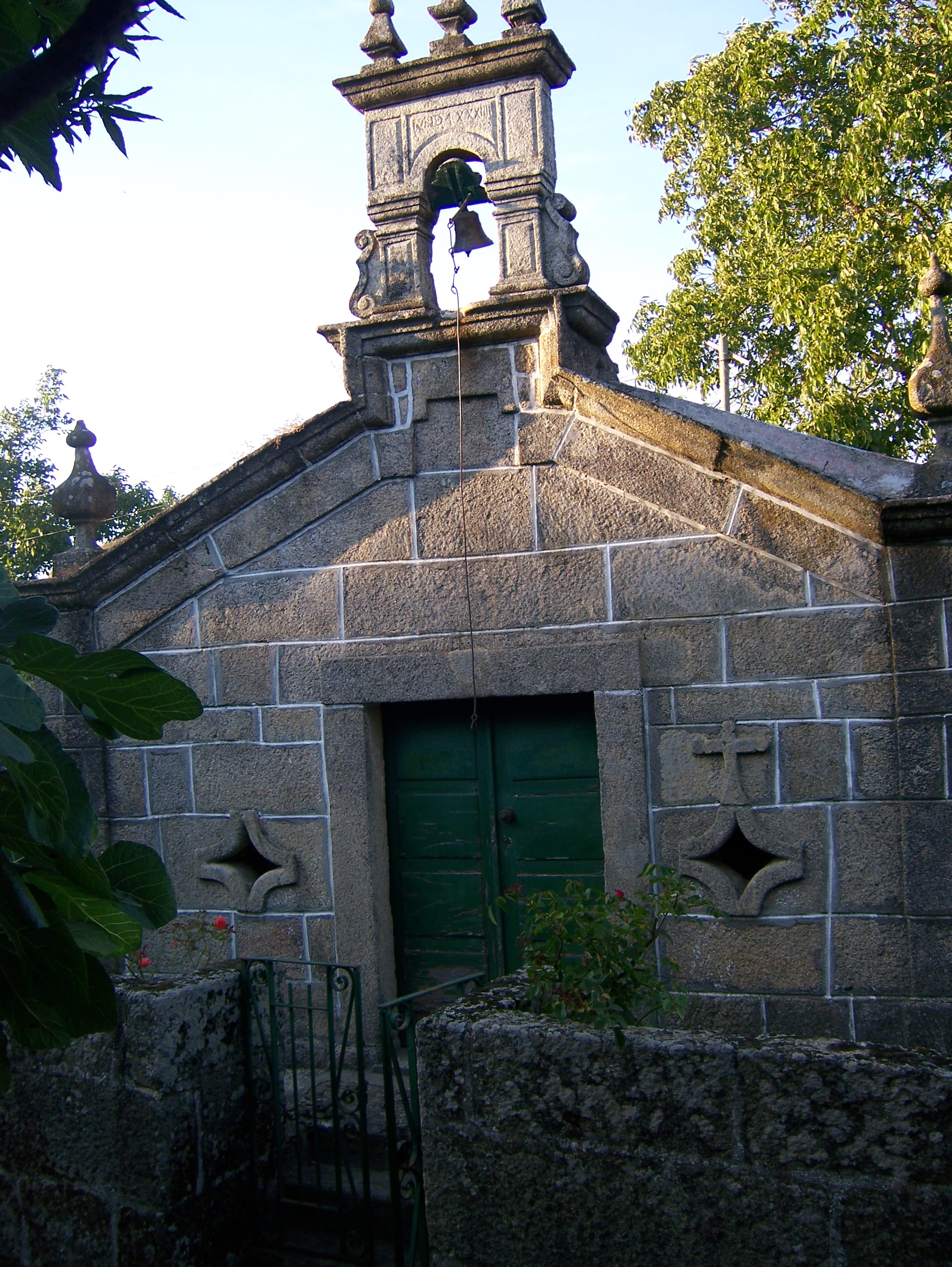
Capela de N.S.da Expectação
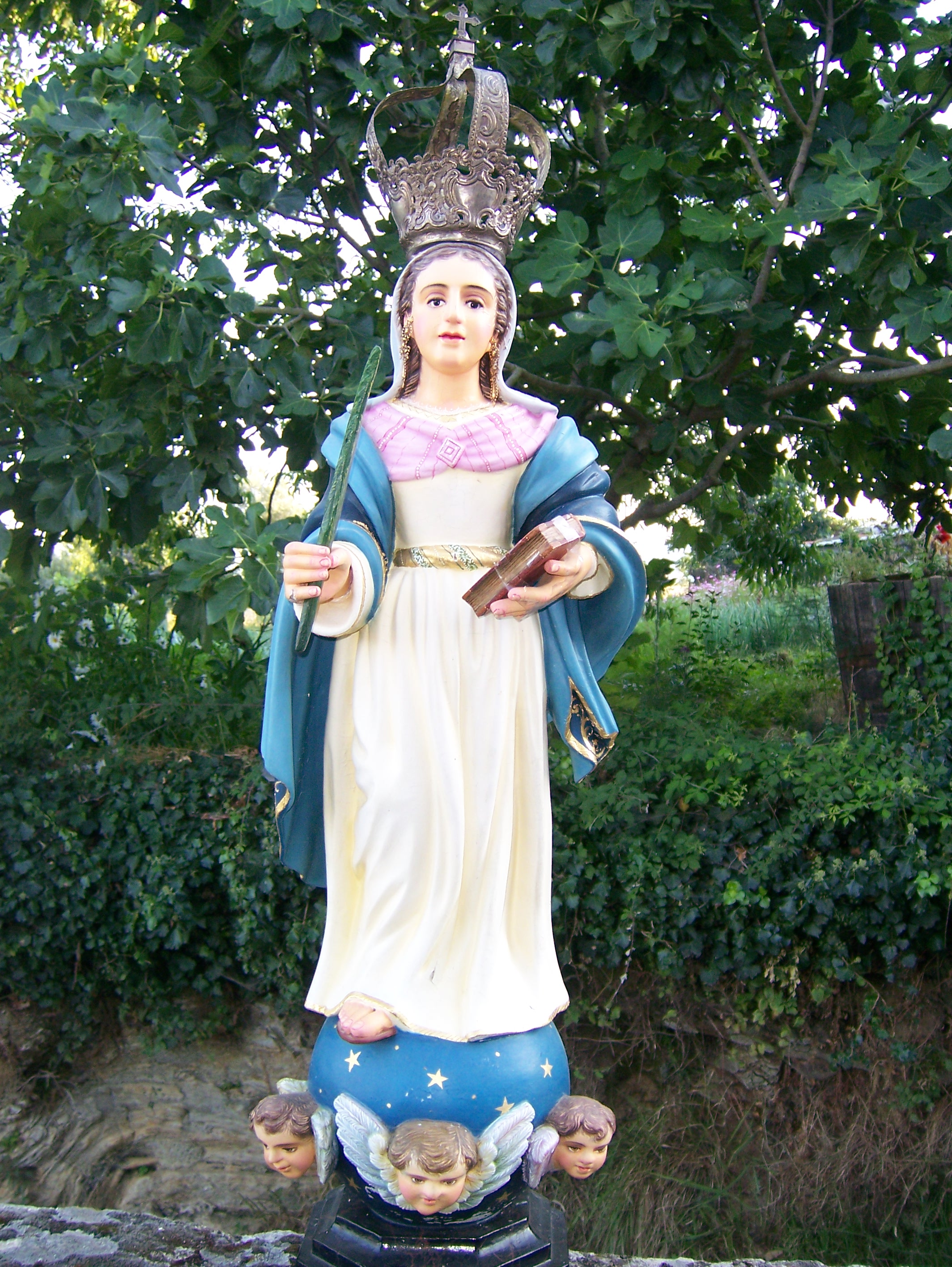
N.S.da Expectação
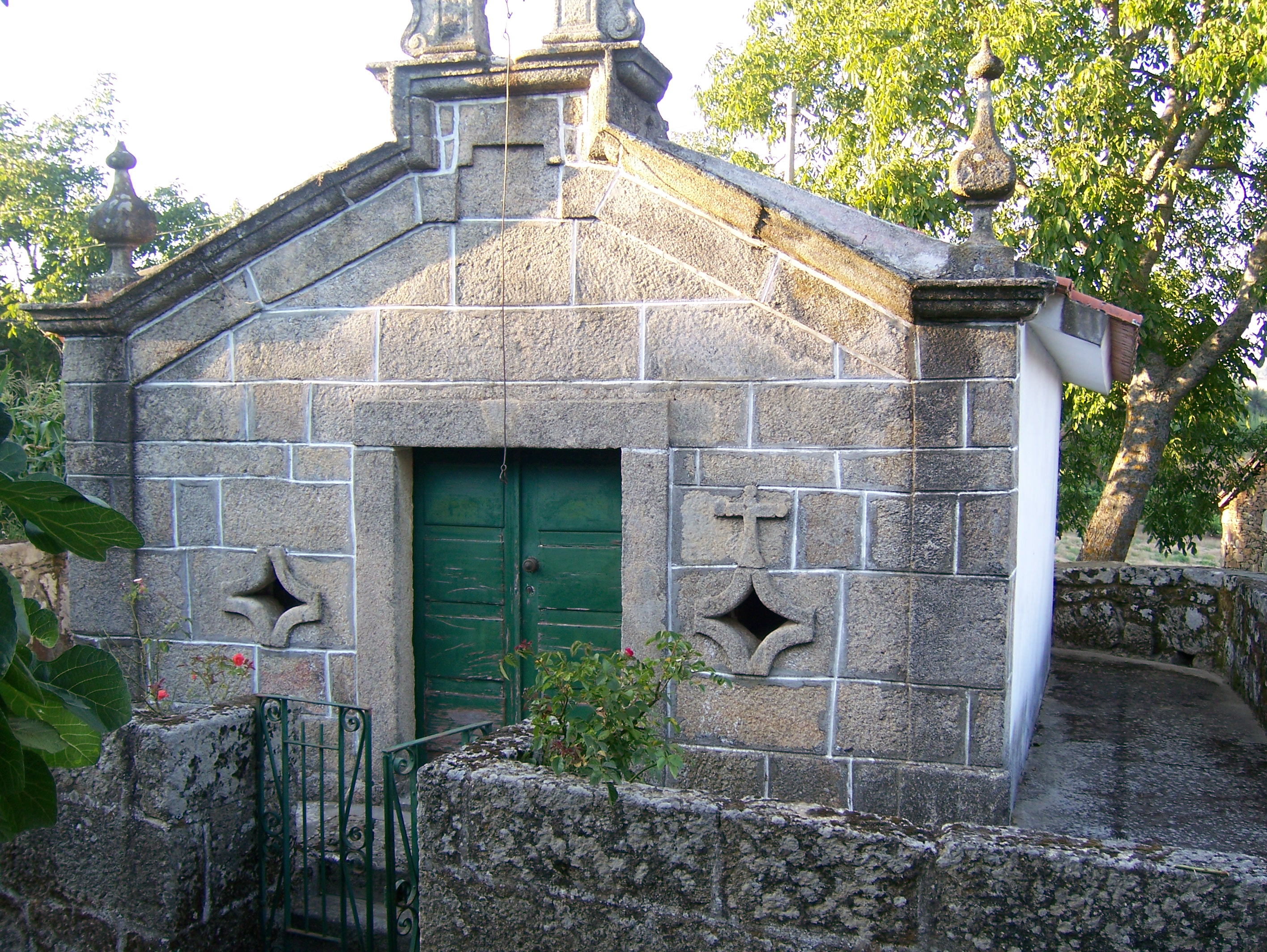
Capela de N.S. da Expectação
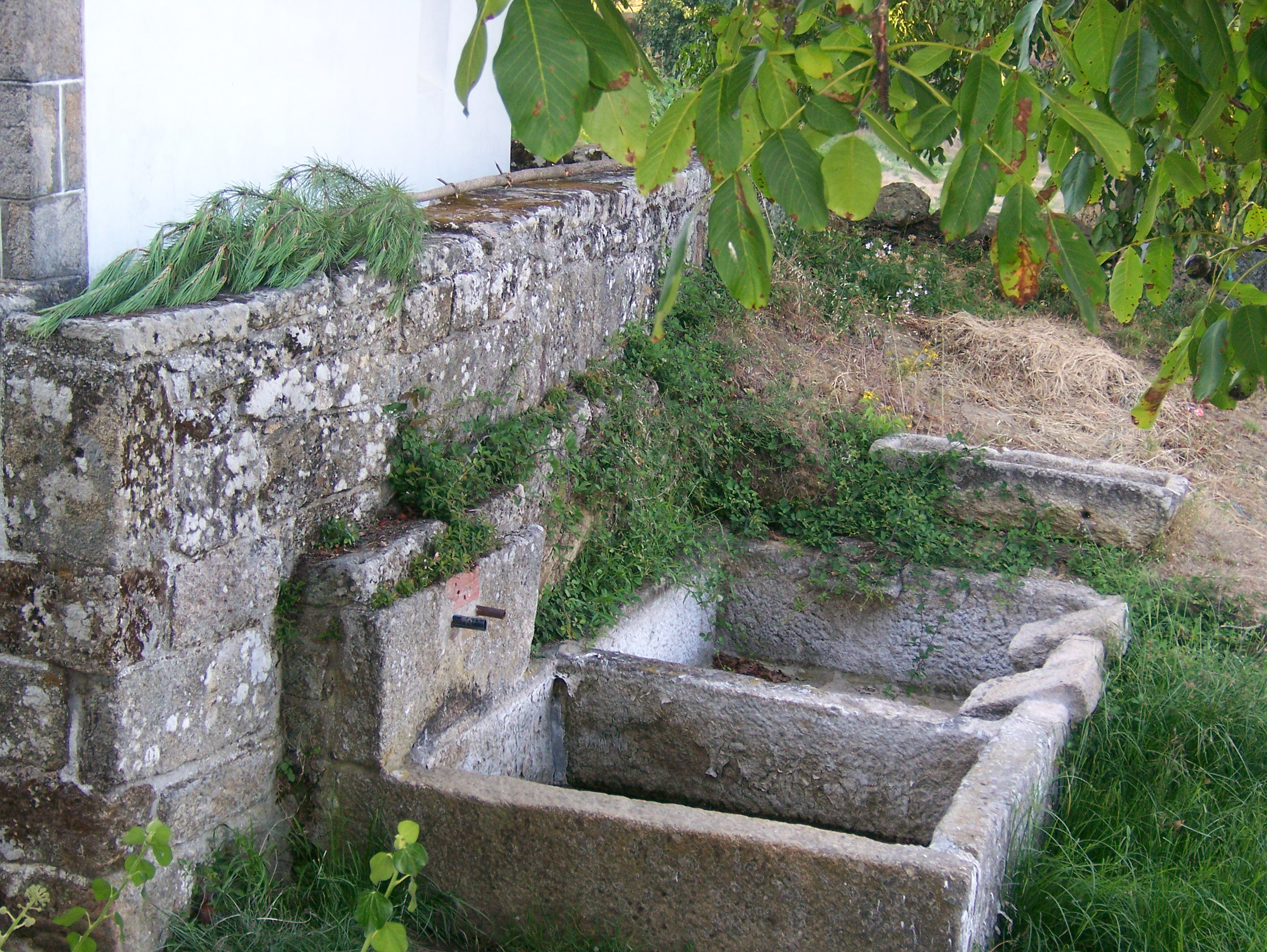
Vilarinho-Lavadouro
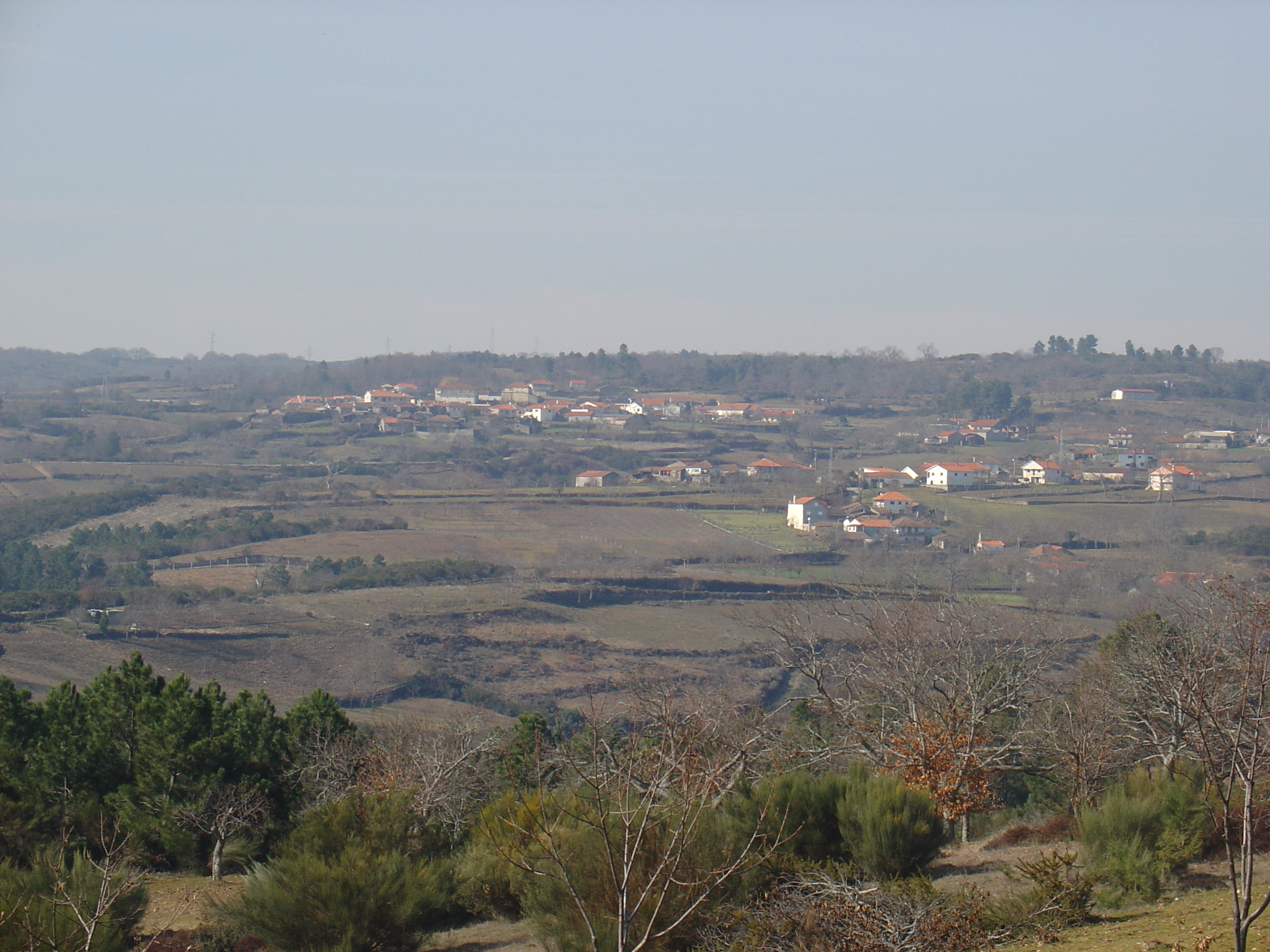
Vilarinho e Ferrugende
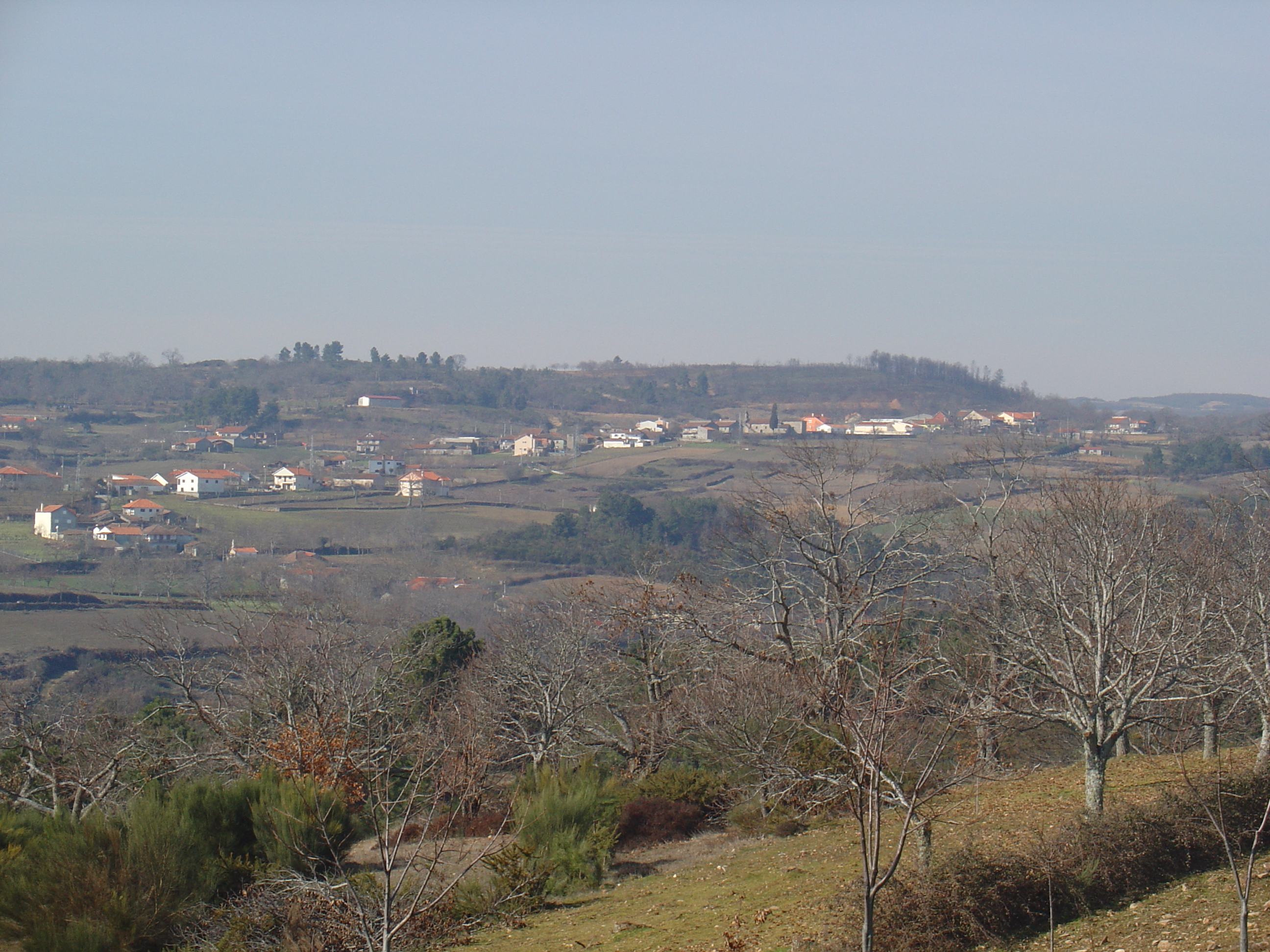
Vilarinho e Friões